# Corynoptera montana
Corynoptera montana är en tvåvingeart som först beskrevs av Johannes Winnertz 1869.  Corynoptera montana ingår i släktet Corynoptera och familjen sorgmyggor.
Artens utbredningsområde är Tyskland. Arten är reproducerande i Sverige. Inga underarter finns listade i Catalogue of Life.